# Hans-Peter Boy
Hans-Peter Boy (* 10. Februar 1964 in Frankfurt am Main) ist ein ehemaliger deutscher Fußballspieler.

## Spielerlaufbahn
Hans-Peter Boy begann in Frankfurt am Main bei den Sportfreunden 04 mit dem Fußballspielen. Bereits mit 13 Jahren wechselte er zur Eintracht. Der 1,81 m große Sozialversicherungsfachangestellte ging zur Rückrunde der Saison 1982/83 leihweise in die 2. Bundesliga zum FSV Frankfurt. Dort debütierte er am 8. Januar im Spiel beim MSV Duisburg, als er in der 61. Minute für Andreas Koch auf den Platz kam. Im Laufe der Rückrunde entwickelte sich Boy zum Stammspieler beim FSV, konnte jedoch den Abstieg aus der 2. Bundesliga nicht verhindern. Bei der 2:6-Niederlage bei Darmstadt 98 erzielte Boy am 14. Mai 1983 das einzige Tor seiner Profikarriere.
Ab der Bundesligasaison 1983/84 gehörte Boy zum Profikader der Frankfurter Eintracht. Bis zu seinem ersten Bundesligaeinsatz musste er sich jedoch fast eineinhalb Jahre gedulden. Erst am 8. Dezember 1984 schickte ihn Trainer Dietrich Weise beim Heimspiel gegen Borussia Mönchengladbach in der 31. Minute für Martin Trieb auf den Platz. Im Laufe der Rückrunde spielte sich Boy in die Stammelf. Doch in der folgenden Bundesligasaison 1985/86 setzte Trainer Weise verstärkt auf erfahrene Spieler und weniger auf den Nachwuchs. Boy kam nur noch zu einem einzigen Einsatz für die Eintracht und wechselte darauf in die hessische Oberliga zur SpVgg Bad Homburg. Mit der SpVgg stand er 1989 im Finale um die deutsche Amateurmeisterschaft.
1990 kehrte er von Bad Homburg zurück nach Frankfurt und spielte dort bis 1992 bei Rot-Weiss und 1992/93 noch einmal eine Saison beim FSV in unteren Spielklassen.
Aktuell ist er Vorstandsmitglied und Trainer beim SV 1926 Calbach.